# Mesorregión del Sur Goiano
La Mesorregión del Sur Goiano es una de las cinco mesorregiones del estado brasilero de Goiás. Es formada por la unión de 82 municipios agrupados en seis microrregiones. Es proporcionalmente, y por largo margen, la mesorregión más rica de Goiás, gracias a los tres municipios con mayor PIB per cápita en el estado en 2005, a saber, São Simão (Goiás) (57.715 R$), Chapadão do Céu (43.303 R$) y Catalão (35.974 R$), están en esta mesorregión.
En términos de PIB, el sur goiano, solo está atrás de la Mesorregión del Centro Goiano. Siendo el municipio más poblado Rio Verde.
| Municipio                                             | Área (km²) | Población en 07/2006 | PIB (R$ 1.000,00) en 2005 | PIB per cápita en 2005 |
| ----------------------------------------------------- | ---------- | -------------------- | ------------------------- | ---------------------- |
| Rio Verde                                             | 8.328      | 163.021              | 2.350.229                 | 17.640                 |
| Itumbiara                                             | 2.461      | 92.832               | 1.366.866                 | 15.945                 |
| Jataí                                                 | 7.587      | 86.447               | 1.158.650                 | 13.880                 |
| Catalão                                               | 3.778      | 81.109               | 2.538.850                 | 35.974                 |
| Caldas Nuevas                                         | 3.269      | 67.588               | 505.463                   | 7.707                  |
| Mineros                                               | 8.896      | 48.329               | 498.095                   | 11.330                 |
| Morrinhos                                             | 2.846      | 40.838               | 335.323                   | 8.437                  |
| Quirinópolis                                          | 3.780      | 39.756               | 284.370                   | 7.501                  |
| Santa Helena de Goiás                                 | 1.128      | 36.336               | 373.787                   | 10.552                 |
| Goiatuba                                              | 2.475      | 32.304               | 578.200                   | 18.112                 |
| Pires do Rio                                          | 1.073      | 27.928               | 242.611                   | 8.425                  |
| Piracanjuba                                           | 2.405      | 24.033               | 210.705                   | 8.688                  |
| Ipameri                                               | 4.369      | 24.021               | 317.719                   | 13.341                 |
| Principales municipios del Sur Goiano, según el IBGE. |            |                      |                           |                        |

## Microrregiones
- Catalão
- Media Puente
- Microrregión de Pires do Rio
- Quirinópolis
- Sudoeste de Goiás
- Microrregión de Vale do Rio dos Bois